# Judge Dread
Judge Dread, geboren als Alexander Minto Hughes, (2 mei 1945 - 13 maart 1998) was een Britse reggae- en ska-muzikant.

## Carrière
Hughes werd geboren, zes dagen voor het einde van de Tweede Wereldoorlog in Europa. Hij maakte kennis met de Jamaicaanse muziek toen hij als tiener verbleef in een West-Indisch huishouden in Brixton. Hughes ontwikkelde een krachtig lichaam en ontmoette de Jamaicaanse artiesten Derrick Morgan en Prince Buster via zijn baan als uitsmijter in de Londense nachtclubs en via een andere baan als lijfwacht. Na te hebben gewerkt als professioneel worstelaar en als incasso-agent voor Trojan Records, werkte hij als deejay bij de plaatselijke radio. Tijdens de jaren 1960 werd hij ook soms aangenomen om de veiligheid te garanderen van The Rolling Stones.
Toen Prince Buster in 1969 een grote underground-hit scoorde met Big 5, reageerde Hughes daarop met de opname van zijn eigen Big Six, gebaseerd op Verne & Sons Little Boy Blue, die werd opgemerkt door Lee Gopthal, de baas van Trojan Records, en uitgebracht bij Big Shot onder de artiestennaam Judge Dread. Van Big Six werden 300.000 exemplaren verkocht en de single verbleef 27 weken in de Britse hitlijst. In 1973 plaatste de single zich op de toppositie in Afrika. 
Hij was de eerste blanke artiest die een reggaehit had in Jamaica. Hij ging naar Jamaica om daar live op te treden en iedereen daar was verbaasd dat hij blank was. Judge Dread had 11 hits in de Britse hitlijst tijdens de jaren 1970, meer dan menig andere reggae-artiest, inclusief Bob Marley. Het Guinness Book of Records erkende dat Judge Dread het grootste aantal verboden songs aller tijden had. Verscheidene van zijn songs vermelden Snodland, de kleine stad in Kent waar Judge Dread woonde. Er is ook een straat naar hem genoemd in Snodland: de Alex Hughes Close.
Judge Dread was ook songwriter en kreeg de aandacht van Elvis Presley, die de opname A Child's Prayer had gepland als kerstcadeau voor zijn dochter Lisa Marie in 1977, maar hij overleed voor de opnamen. Judge Dread hielp om een benefietconcert te organiseren  met The Wailers en Desmond Dekker en bracht de benefietsingle Molly uit. Ondanks zijn gebrek aan suggesties in de tekst, werd het nummer alsnog uitgesloten voor radioairplay en miste de hitlijst. Opnamen van Judge Dread uitgebracht onder het synoniem JD Alex en Jason Sinclair werden uitgesloten door de BBC.

## Overlijden
Judge Dread overleed aan de gevolgen van een hartinfarct, toen hij wegliep na een optreden in het Penny Theatre in Canterbury op 13 maart 1998. Toen hij ineenzakte, dacht het publiek dat dit optreden deel was van de act. Een niet van dienst zijnde arts tussen het publiek realiseerde zich dat dit niet zo was en probeerde te reanimeren. Kort daarna werd Dread gebracht naar het Kent and Canterbury Hospital, waar hij dood werd verklaard. Dread was 52 jaar.

## Discografie

### Singles
- 1972:	Big Six
- 1972:	Big Seven
- 1973:	Big Eight
- 1973:	Big One / Oh She Is A Big Girl
- 1974:	Big Nine
- 1974:	Grandad's Flannelette Nightshirt
- 1975:	Je t'aime... moi non-plus
- 1975:	Big Ten
- 1975:	Christmas in Dreadland / Come Outside
- 1976:	The Winkle Man
- 1976:	Y Viva Suspenders
- 1978:	Up with the Cock
- 1978:	Hokey Cokey / Jingle Bells
- 1980:	Will I What	/ Last Tango in Snodland
- 1982:	My Name's Dick
- 1984:	Relax

### Albums
- 1972: Dreadmania: It's All In The Mind (Trojan Records)
- 1974: Working Class 'Ero (Trojan)
- 1975: Bedtime Stories – (Creole)
- 1976: Last of The Skinheads (Cactus)
- 1977: 40 Big Ones – (Creole)
- 1980: Reggae and Ska – (Cargo Records, Duitsland)
- 1981: Rub a Dub (Creole)
- 1984: Not Guilty (Creole)
- 1988: Live and Lewd (Skank)
- 1989: King of Rudeness (Skank)
- 1994: Never Mind Up with the Cock, Here's Judge Dread (Tring)
- 1996: Ska'd For Life (Magnum)
- 1996: Dread White and Blue (Magnum)

- Bibliothèque nationale de France: cb14016992b (data)
- Gemeinsame Normdatei: 1049482840
- International Standard Name Identifier: 0000 0000 7250 1016
- Library of Congress Control Number: no2009183161
- MusicBrainz: 8cac2cfe-16e7-4835-b13e-7b3ae3aa4bc2
- Nationale Bibliotheek van Tsjechië: xx0164539
- Virtual International Authority File: 24799830
- WorldCat: E39PBJrwPVjxRjJKvQmHXDGPwC